# M65 (kanón)
280mm atomový kanón M65 (přezdívaný Atomic Annie) byl kanón vyvinutý na počátku studené války v 50. letech 20. století pro americkou armádu. Byl to první kanón střílející jadernou municí. Celkem bylo vyrobeno 20 kusů M65. Kvůli vývoji nových taktických raket a jaderné munice pro klasické dělostřelectvo kanón M65 rychle zastaral. Zcela vyřazen byl roku 1963.

## Historie

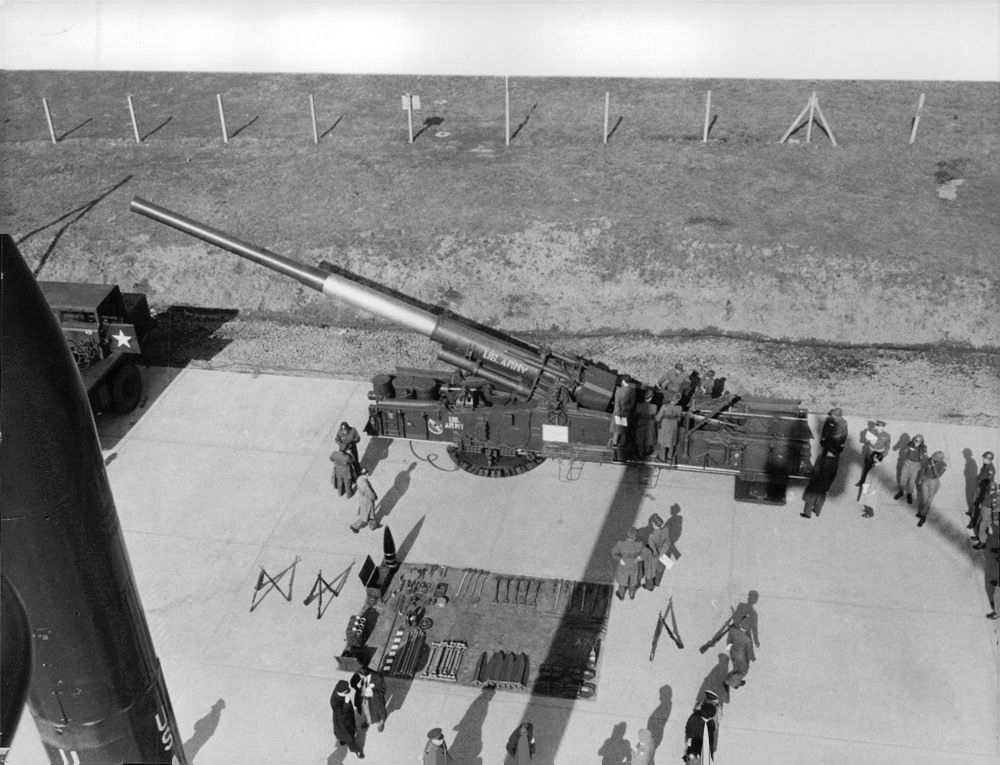
M65

První americké jaderné zbraně byly letecké pumy shazované z bombardérů. Také americká armáda usilovala o získání vlastních zbraní hromadného ničení, které by nebyly závislé na spolupráci s letectvem. Proto byl zahájen vývoj jaderného dělostřelectva a taktických raket. Vývoj jaderného kanónu byl roku 1949 zadán výzkumnému a výrobnímu středisku Picatinny Arsenal. Vývoj kanónu vedl Robert Schwanz. Konstrukčně kanón M65 vycházel z německého 280mm železničního kanónu K5, známého též jako „Anzio Annie“. Prototyp měl ráži 240 mm a sériové kusy ráži 280 mm.
M65 byl do služby přijat roku 1952. Když se dne 20. ledna 1953 stal novým prezidentem Dwight D. Eisenhower, jeho inauguraci provázela velká vojenská přehlídka, které se jeden kanón M65 též účastnil.
Celkem bylo vyrobeno 20 sériových kanónů tohoto typu a 160 nábojů s  jadernou hlavicí (polovina s hlavicí W9 a polovina s novější hlavicí W19). Šest kanónů bylo dislokováno na Okinawě, odkud měly být v případě potřeby vyslány do Jižní Koreje. Další byly odeslány do Západního Německa. Ze služby byl systém vyřazen roku 1963.

## Jaderný test Upshot-Knothole Grable

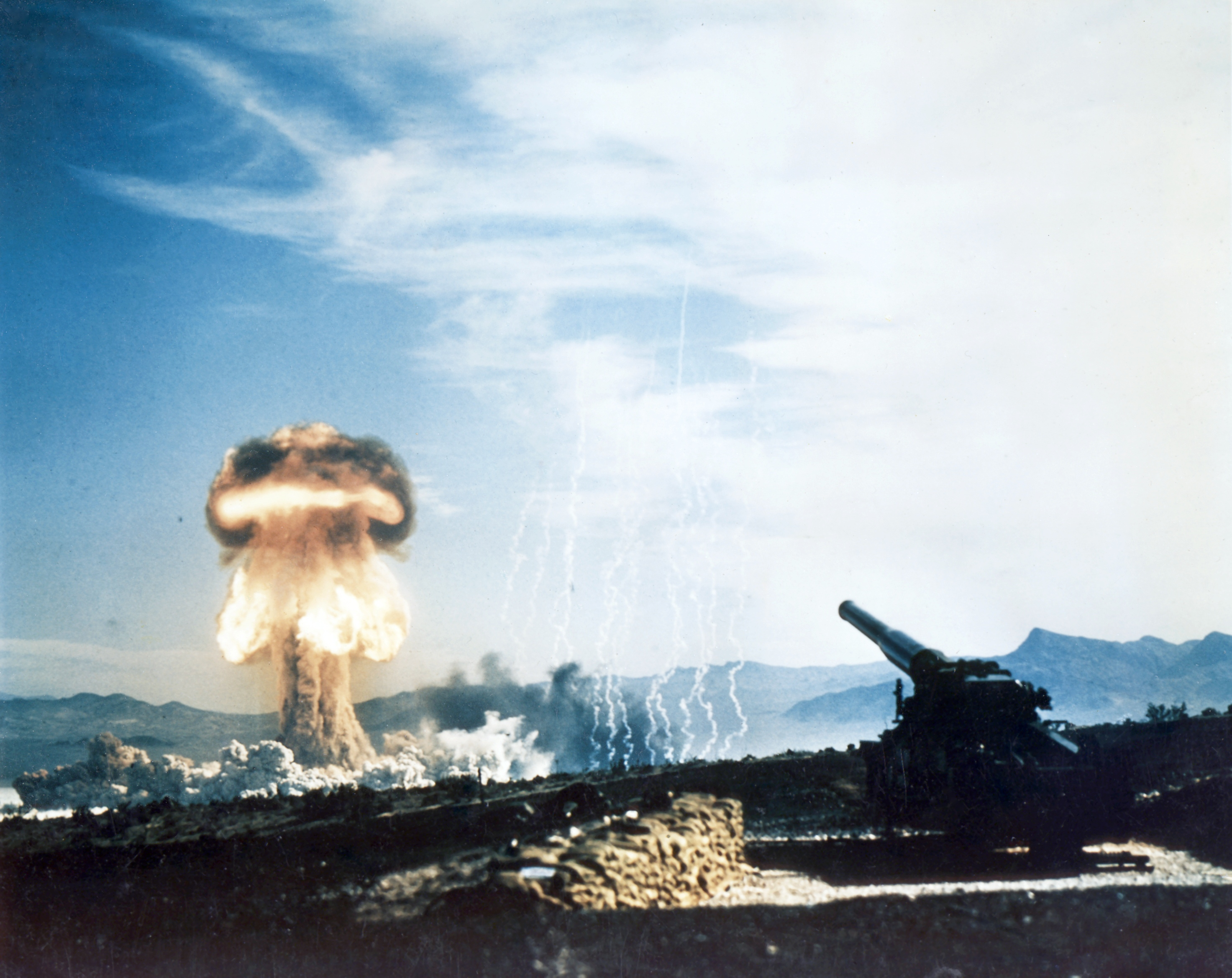
Jaderný test Upshot-Knothole Grable

Dne 25. května 1953 v 8:30 místního času proběhl na nevadské jaderné střelnici jediný zkušební výstřel jaderné munice z kanónu M65. Jednalo se o jeden z 11 jaderných výbuchů provedených v rámci operace Upshot-Knothole. Jeho kódové označení bylo Upshot-Knothole Grable. Byl to jediný výstřel jaderné munice z kanónů v historii jaderných zkoušek. V rámci testování byly v blízkosti epicentra vybudovány zákopy, postaveny domky, či kus železniční tratě a na různá místa rozmístěna vozidla, vojenská technika a zvířata (ovce, prasata). Necelých pět kilometrů od epicentra čekalo v zákopech téměř 5000 amerických vojáků, kteří se po výbuchu vydali na pochod oblastí zasažené výbuchem, což z dálky monitorovaly stovky pozorovatelů.

## Konstrukce

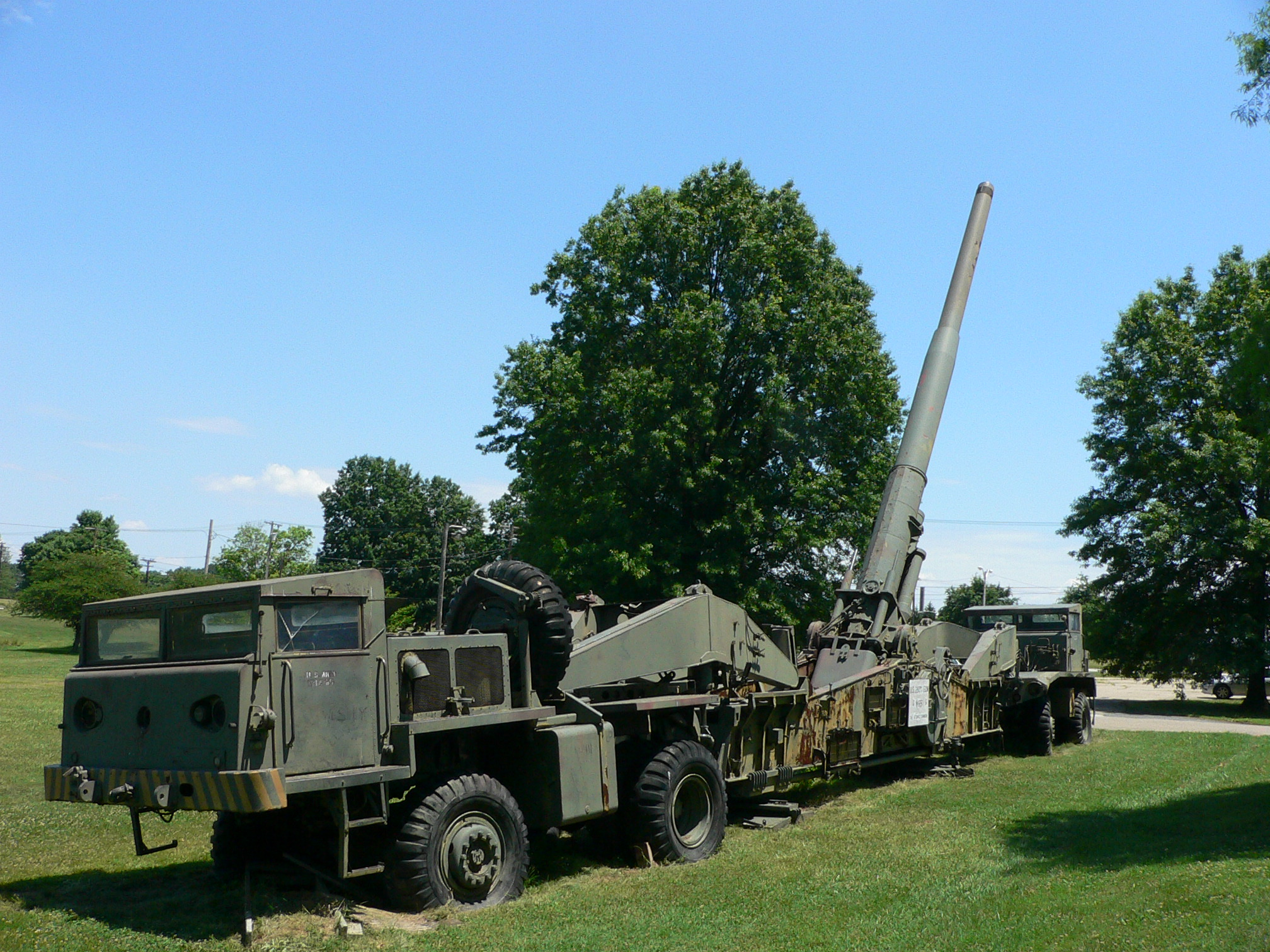
Celá sestava kanónu M65 na nakladačích

Zbraňový systém M65 se skládal z 13 metrů dlouhého 280mm kanónu s ložem, převáženého pomocí dvou návěsových nosičů Kenworth M249 (tažný) a M250 (tlačný). Oba tahače měly motor o výkonu 375 hp. Celá sestava měla délku 26 metrů a hmotnost 76 tun. Řidiči spolu komunikovali interkomem. Přechod z pochodové do palebné pozice trval 15 minut. Kanón používal konvenční tříštivo-trhavou, nebo jadernou munici o síle 15 kT (hlavice W9, později W19). Dostřel byl až 30 km (s  hlavicí W19).

## Dochované kusy
Dochovalo se osm kanónů M65. Kanóny jsou vystaveny na následujících místech:
- Muzeum zbraní armády Spojených států, Aberdeen, Maryland (včetně vozidel M249 a M250)
- National Museum of Nuclear Science & History, Albuquerque, Nové Mexiko
- U.S. Army Artillery Museum, Fort Sill, Oklahoma
- Freedom Park, Junction City, Kansas
- Rock Island Arsenal, Memorial Field, Rock Island, Illinois
- Virginia War Memorial Museum, Newport News, Virginie (240mm prototyp)
- Watervliet Arsenal, Watervliet, New York.
- Yuma Proving Ground, Yuma, Arizona